# Coronoplectrum
Coronoplectrum is een monotypisch geslacht van korstmossen dat behoort tot orde Leconarales. De familie is nog niet eenduidig vastgelegd (incertae sedis). De typesoort is Coronoplectrum namibicum.